# Bernardus Johannes Alfrink
Bernardus Johannes Alfrink (Nijkerk, 5 de julho de 1900 - Nieuwegein, 17 de dezembro de 1987) foi um cardeal holandês da Igreja Católica. Ele serviu como arcebispo de Utrecht de 1955 a 1975, e foi promovido ao cardinalato em 1960.

## Biografia
Bernardus Alfrink nasceu em Nijkerk e recebeu sua primeira Comunhão em 1911. Depois de frequentar o seminário em Rijsenburg e o Pontifício Instituto Bíblico de Roma, foi ordenado sacerdote em 15 de agosto de 1924 pelo arcebispo Henricus van de Wetering. Ele então completou seus estudos na École Biblique em Jerusalém em 1930, e fez o trabalho pastoral em Utrecht até 1933. Alfrink ensinou no Seminário de Rijsenburg (1933-1945) e mais tarde na Universidade Católica de Nijmegen (1945-1951).
Em 28 de maio de 1951, foi nomeado arcebispo coadjutor de Utrecht e arcebispo titular de Tyana. Alfrink recebeu sua consagração episcopal no dia 17 de julho do arcebispo Paolo Giobbe, internúncio papal em Haia, com os bispos Willem Lemmens e Jan Smit servindo como co-consagradores, na Catedral de Santa Catarina.
Alfrink sucedeu o Cardeal Johannes de Jong como Arcebispo de Utrecht em 31 de outubro de 1955 e foi nomeado Vigário Apostólico Militar da Holanda em 16 de abril de 1957. Ele contribuiu para publicações científicas, liderou o movimento Pax Christi na Holanda, e foi criado Cardeal-Sacerdote de San Gioacchino ai Prati de Castello pelo Papa João XXIII no consistório de 28 de março de 1960.
De 1962 a 1965, o primaz holandês participou do Concílio Vaticano II e fez parte da Junta da Presidência. Durante uma sessão do Conselho, Alfrink desligou o microfone do cardeal Alfredo Ottaviani depois que este ultrapassou seu limite de tempo.
Alfrink foi um dos cardeais eleitores do conclave de 1963, que selecionou o papa Paulo VI. Junto com o cardeal Giovanni Colombo, ele ajudou o cardeal Achille Liénart a entregar uma das mensagens finais do Conselho em 8 de dezembro de 1965.
Ele também serviu como presidente da Conferência Episcopal dos Países Baixos. Renunciando como arcebispo de Utrecht em 6 de dezembro de 1975, ele votou mais tarde nos conclaves de agosto e outubro de 1978, que selecionaram os papas João Paulo I e João Paulo II, respectivamente.
Ele morreu em Nieuwegein aos 87 anos, e depois de seus serviços funerários na Catedral de St. Catharine, foi enterrado no cemitério de St. Barbara, ao lado de seu antecessor.

## Visualizações

### Aggiornamento
Visto como liberal, ele disse uma vez: "É sempre bom que a Igreja avance. Não é bom que a Igreja pare".

### Confissão
Enquanto coadjutor, ele anunciou que a capela dominicana em Huissen, onde uma grande quantidade de católicos iria se confessar em vez de nas paróquias locais, seria fechada ao público, resultando no desânimo e na reação violenta de muitos.

### Edward Schillebeeckx
Alfrink apoiou pe. Edward Schillebeeckx, OP, e levou sua condenação como uma ofensa à Igreja holandesa.

### Humanae Vitae
Durante seu mandato, Alfrink e seus colegas clérigos holandeses atacaram a argumentação usada na encíclica do Papa Paulo, Humanae Vitae, de 1968.

### Conversão real
Ele se recusou a responder à igreja reformada holandesa a chamada de esclarecimento em relação à conversão ao catolicismo da princesa Irene.

## Prêmios e honras
Em 1986 ele recebeu o Prêmio Quatro Liberdade pela Liberdade de Culto.